# Maghraoua (Médéa)
Pour les articles homonymes, voir Maghraoua.
Maghraoua ou Megheraoua est une commune de la wilaya de Médéa en Algérie.

## Géographie
La commune est située dans le tell central  dans la Khechna (ar) à environ 97 km au sud d'Alger et à 106 km à l'est de Médéa et à environ 12 km au nord-est de El Azizia et à 72 km au sud-ouest Boumerdès  et à 30 km au sud-est de Tablat et à 39 km au nord-ouest de Bouira. 
| Mihoub    | Zbarbar (wilaya de Bouira)      | Zbarbar (wilaya de Bouira)                    |
| Mihoub    | Maghraoua                       | El Mokrani, Souk El Khemis (wilaya de Bouira) |
| El Azizia | El Khabouzia (Wilaya de Bouira) | El Khabouzia (wilaya de Bouira)               |